# Uggie
Uggie (geboren 2002, eingeschläfert am 7. August 2015) war ein rauhaariger Jack Russell Terrier, der 2011 als Tierdarsteller bei den internationalen Filmfestspielen von Cannes mit dem Palm Dog Award ausgezeichnet wurde.

## Leben
Nach zwei Vorbesitzern und einem Aufenthalt im Tierheim wurde Uggie vom Tiertrainer Omar von Muller aufgenommen und von ihm und Sarah Clifford ausgebildet.
Er spielte nach mehreren unbenannten Auftritten in Film und Fernsehen den Hund „Queenie“ in Wasser für die Elefanten und hatte im preisgekrönten Film The Artist eine tragende Rolle als „Jack“. In den fiktionalen Filmen innerhalb des Films bekommt er Credits als „Uggy“. Für seine Rolle wurde Uggie mit dem Goldenen Halsband, einem neuen Filmpreis, geehrt.
Die auf Facebook und Twitter geführte „Consider Uggie“-Kampagne (Berücksichtigt Uggie) versuchte die Regeln der Academy aufzuweichen, die eine Oscarverleihung nur an menschliche Schauspieler vorsieht.
Nachdem Uggie an Prostatakrebs erkrankt war, musste er Anfang August 2015 in Los Angeles eingeschläfert werden.

## Filmografie
- 2011: The Artist
- 2011: Wasser für die Elefanten (Water for Elephants)
- 2012: Die Qual der Wahl (The Campaign)

## Auszeichnungen
- Palm Dog Award (Kritikerpreis) bei den internationalen Filmfestspielen von Cannes (2011)
- Besondere Erwähnung bei den Prix Lumières[8]
- Nominierung für zwei „Golden Collar Awards“[9][10][11]